# Warteliste
Wartelisten (englisch waiting list) sind Listen als Organisationsmittel, die für Nachfrager oder Benutzer bestimmter Dienstleistungen geführt werden, wenn diese Dienstleistungen nicht sofort in Anspruch genommen werden können und deshalb eine Wartezeit besteht.

## Allgemeines
Wartelisten sind wie alle Listen eindimensional, Tabellen sind dagegen mehrdimensional. Wartelisten enthalten die persönlichen Daten der noch zu bedienenden Kunden oder Benutzer, wobei der Datenschutz zu berücksichtigen ist. Im Dienstleistungssektor sind Kapazitäten meist begrenzt, so dass eine unerwartet hohe Nachfrage zu einem bestimmten Zeitpunkt – vor allem mangels Lagerfähigkeit der Dienstleistungen – nicht sofort befriedigt werden kann. Können Wartelisten aus organisatorischen Gründen nicht geführt werden, entstehen Warteschlangen. Auch sie sind Ausdruck knapper Kapazitäten.

## Organisationsprinzipien
Wartelisten werden im Rahmen des Prozessmanagements (oder Fallmanagements) sowohl in der Privatwirtschaft als auch in öffentlich-rechtlichen Institutionen geführt, sobald nicht alle erschienenen Personen sofort bedient werden können. In der Privatwirtschaft gibt es keinen Anspruch auf ordnungsgemäße Führung der Listen (z. B. Kinobesuch, Restaurantbesuch). Der Betreiber oder Veranstalter kann die Priorität und damit die Reihenfolge nach eigenem Ermessen festlegen. Meist wird das Windhundprinzip („Wer zuerst kommt, mahlt zuerst“, First In – First Out) angewandt, so dass irgendwann die Kapazität ausgelastet ist und ab diesem Zeitpunkt zugangswillige Personen auf eine Warteliste gesetzt werden. Die Rangfolge auf der Warteliste kann nach dem Prioritätsprinzip vergeben werden.
Dieses Prioritätsprinzip kann je nach Art der Dienstleistung unterschiedlich ausfallen. Während das Restaurant Stammgäste der Laufkundschaft (To go) vorziehen wird, genießt bei einer anstehenden Operation die Lebensgefahr eines Patienten Vorrang (Triage).

## Gesundheitswesen

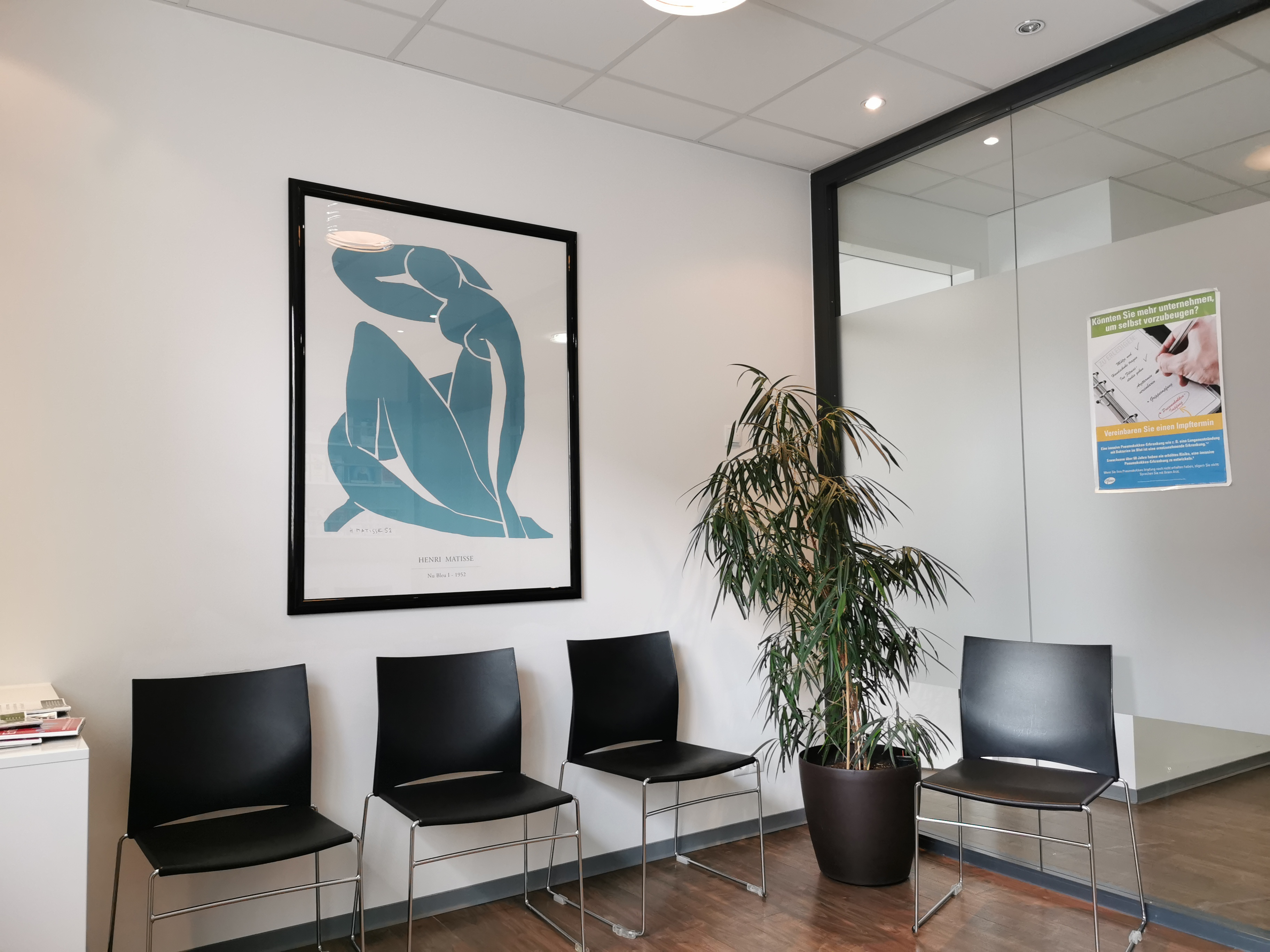
Wartezimmer einer Arztpraxis

Das Wartezimmer bei Ärzten ist die organisatorische Umsetzung einer Warteliste. Patienten versammeln sich hierin bis zu ihrem Aufruf.
In Krankenhäusern gibt es Priorisierungen auf Grundlage der Dringlichkeit, wonach lebensnotwendige Operationen sofort durchgeführt werden müssen und Wartelisten für nicht lebensnotwendige Operationen vorgesehen sind. Die Bettenzahl ist der limitierende Faktor für Patienten, die zeitgleich bedient werden können. Sie besitzt einen starken Einfluss auf die Länge der Warteliste für elektive Patienten (Wahleingriffe, die nicht dringlich und aufschiebbar sind). In der Transplantationsmedizin werden Patienten, die auf ein Spenderorgan warten, auf eine Warteliste gesetzt.

## Passagierluftfahrt
Wartelisten sind die bei Ausbuchung eines Passagierflugzeuges vom Check-in-Schalter einer Fluggesellschaft angelegte Listen für Fluggäste, die bei Rücktritt oder Nichterscheinen (englisch No-show) eines Vollzahlers dessen Sitzplatz einnehmen dürfen. Bei Stand-by-Flügen wird vorausgesetzt, dass das Check-in beendet ist, die freien Sitzplätze feststehen und Passagiere ohne vorherige Flugbuchung noch mitfliegen möchten. Erst zum Ende des Check-in hat die Fluggesellschaft einen Überblick, welche Flugpassagiere nicht erschienen sind, obwohl ihr Flug bestätigt wurde. Ihre frei bleibenden Sitzplätze können im Wege des Stand-By zu einem geringen Flugpreis verkauft werden. Beim Stand-By-Flug kann es bei starker Nachfrage zu Wartelisten kommen, bei denen einzelne Fluggäste Priorität genießen können (etwa Kunden mit Vielfliegerstatus oder Mitarbeiter der Airline).
Auch die Wartehalle an Flughäfen erfüllt die Aufgaben eines ärztlichen Wartezimmers. Hier müssen sich Fluggäste nach dem Check-in und kurz vor dem Boarding mit der Bordkarte einfinden.

## Öffentlich-rechtliche Wartelisten
Für öffentlich-rechtliche Wartelisten gilt der allgemeine Gleichheitsgrundsatz, so dass eine gerichtliche Überprüfung der korrekten Führung der Warteliste möglich ist. Dies gilt insbesondere für den Hochschulzugang, Kindergartenplätze, die Organspenden oder Konzessionen (etwa für Taxis).